# State College
State College is een plaats (borough) in de Amerikaanse staat Pennsylvania, en valt bestuurlijk gezien onder Centre County. In State College staat het Beaver Stadium, met 107.282 plaatsen het grootste stadion van de Verenigde Staten en het op twee na grootste stadion ter wereld.

## Demografie
Bij de volkstelling in 2000 werd het aantal inwoners vastgesteld op 38.420.
In 2006 is het aantal inwoners door het United States Census Bureau geschat op 38.436, een stijging van 16 (0,0%).

## Geografie
Volgens het United States Census Bureau beslaat de plaats een oppervlakte van
11,8 km², geheel bestaande uit land. State College ligt op ongeveer 348 m boven zeeniveau.

## Plaatsen in de nabije omgeving
De onderstaande figuur toont nabijgelegen plaatsen in een straal van 8 km rond State College.